# ترلو-سور-مارن
ترلو-سور-مارن (به فرانسوی: Trélou-sur-Marne) یک کمون در فرانسه است که در پیکاردی واقع شده‌است.

## خصوصیات
ترلو-سور-مارن ۲۰٫۳۵ کیلومترمربع مساحت و ۹۵۸ نفر جمعیت دارد و ۶۲ متر بالاتر از سطح دریا واقع شده‌است.